# Деда тема
Те́ма Деда — тема в шаховій композиції ортодоксального жанру. Суть теми — не менше ніж три хибних ходи однією і тією ж білою фігурою з різними загрозами, які в дійсній грі стають матами на ходи однієї і тієї ж чорної фігури.

## Історія
Ідею запропонували шахові композитори в другій половині ХХ століття.
Задум має цікавий зміст. Хибні ходи, як мінімум три, робить одна і та ж біла фігура, але при цьому виникають різні загрози мату білому королю. В рішенні після вступного ходу білих чорні захищаються, створюючи стільки ж тематичних варіантів, скільки було тематичних загроз, причому ці захисти мають бути однією і тією ж чорною фігурою, а мати мають пройти ті, що були в загрозах тематичних хибних ходів. Проходить переміна функцій ходів білих — в хибних слідах загрози, а в рішенні матуючі ходи.
Ідея дістала назву — тема Деда.
|   | a | b | c | d | e | f | g | h |   |
| 8 | b7 чорний пішак · a6 чорний пішак · d5 чорний кінь · f5 біла тура · h5 чорний пішак · a4 білий ферзь · d4 білий пішак · e4 чорний король · f4 білий пішак · h3 білий слон · e2 білий пішак · a1 чорний слон · d1 білий кінь · g1 біла тура · h1 білий король | b7 чорний пішак · a6 чорний пішак · d5 чорний кінь · f5 біла тура · h5 чорний пішак · a4 білий ферзь · d4 білий пішак · e4 чорний король · f4 білий пішак · h3 білий слон · e2 білий пішак · a1 чорний слон · d1 білий кінь · g1 біла тура · h1 білий король | b7 чорний пішак · a6 чорний пішак · d5 чорний кінь · f5 біла тура · h5 чорний пішак · a4 білий ферзь · d4 білий пішак · e4 чорний король · f4 білий пішак · h3 білий слон · e2 білий пішак · a1 чорний слон · d1 білий кінь · g1 біла тура · h1 білий король | b7 чорний пішак · a6 чорний пішак · d5 чорний кінь · f5 біла тура · h5 чорний пішак · a4 білий ферзь · d4 білий пішак · e4 чорний король · f4 білий пішак · h3 білий слон · e2 білий пішак · a1 чорний слон · d1 білий кінь · g1 біла тура · h1 білий король | b7 чорний пішак · a6 чорний пішак · d5 чорний кінь · f5 біла тура · h5 чорний пішак · a4 білий ферзь · d4 білий пішак · e4 чорний король · f4 білий пішак · h3 білий слон · e2 білий пішак · a1 чорний слон · d1 білий кінь · g1 біла тура · h1 білий король | b7 чорний пішак · a6 чорний пішак · d5 чорний кінь · f5 біла тура · h5 чорний пішак · a4 білий ферзь · d4 білий пішак · e4 чорний король · f4 білий пішак · h3 білий слон · e2 білий пішак · a1 чорний слон · d1 білий кінь · g1 біла тура · h1 білий король | b7 чорний пішак · a6 чорний пішак · d5 чорний кінь · f5 біла тура · h5 чорний пішак · a4 білий ферзь · d4 білий пішак · e4 чорний король · f4 білий пішак · h3 білий слон · e2 білий пішак · a1 чорний слон · d1 білий кінь · g1 біла тура · h1 білий король | b7 чорний пішак · a6 чорний пішак · d5 чорний кінь · f5 біла тура · h5 чорний пішак · a4 білий ферзь · d4 білий пішак · e4 чорний король · f4 білий пішак · h3 білий слон · e2 білий пішак · a1 чорний слон · d1 білий кінь · g1 біла тура · h1 білий король | 8 |
| 7 | b7 чорний пішак · a6 чорний пішак · d5 чорний кінь · f5 біла тура · h5 чорний пішак · a4 білий ферзь · d4 білий пішак · e4 чорний король · f4 білий пішак · h3 білий слон · e2 білий пішак · a1 чорний слон · d1 білий кінь · g1 біла тура · h1 білий король | b7 чорний пішак · a6 чорний пішак · d5 чорний кінь · f5 біла тура · h5 чорний пішак · a4 білий ферзь · d4 білий пішак · e4 чорний король · f4 білий пішак · h3 білий слон · e2 білий пішак · a1 чорний слон · d1 білий кінь · g1 біла тура · h1 білий король | b7 чорний пішак · a6 чорний пішак · d5 чорний кінь · f5 біла тура · h5 чорний пішак · a4 білий ферзь · d4 білий пішак · e4 чорний король · f4 білий пішак · h3 білий слон · e2 білий пішак · a1 чорний слон · d1 білий кінь · g1 біла тура · h1 білий король | b7 чорний пішак · a6 чорний пішак · d5 чорний кінь · f5 біла тура · h5 чорний пішак · a4 білий ферзь · d4 білий пішак · e4 чорний король · f4 білий пішак · h3 білий слон · e2 білий пішак · a1 чорний слон · d1 білий кінь · g1 біла тура · h1 білий король | b7 чорний пішак · a6 чорний пішак · d5 чорний кінь · f5 біла тура · h5 чорний пішак · a4 білий ферзь · d4 білий пішак · e4 чорний король · f4 білий пішак · h3 білий слон · e2 білий пішак · a1 чорний слон · d1 білий кінь · g1 біла тура · h1 білий король | b7 чорний пішак · a6 чорний пішак · d5 чорний кінь · f5 біла тура · h5 чорний пішак · a4 білий ферзь · d4 білий пішак · e4 чорний король · f4 білий пішак · h3 білий слон · e2 білий пішак · a1 чорний слон · d1 білий кінь · g1 біла тура · h1 білий король | b7 чорний пішак · a6 чорний пішак · d5 чорний кінь · f5 біла тура · h5 чорний пішак · a4 білий ферзь · d4 білий пішак · e4 чорний король · f4 білий пішак · h3 білий слон · e2 білий пішак · a1 чорний слон · d1 білий кінь · g1 біла тура · h1 білий король | b7 чорний пішак · a6 чорний пішак · d5 чорний кінь · f5 біла тура · h5 чорний пішак · a4 білий ферзь · d4 білий пішак · e4 чорний король · f4 білий пішак · h3 білий слон · e2 білий пішак · a1 чорний слон · d1 білий кінь · g1 біла тура · h1 білий король | 7 |
| 6 | b7 чорний пішак · a6 чорний пішак · d5 чорний кінь · f5 біла тура · h5 чорний пішак · a4 білий ферзь · d4 білий пішак · e4 чорний король · f4 білий пішак · h3 білий слон · e2 білий пішак · a1 чорний слон · d1 білий кінь · g1 біла тура · h1 білий король | b7 чорний пішак · a6 чорний пішак · d5 чорний кінь · f5 біла тура · h5 чорний пішак · a4 білий ферзь · d4 білий пішак · e4 чорний король · f4 білий пішак · h3 білий слон · e2 білий пішак · a1 чорний слон · d1 білий кінь · g1 біла тура · h1 білий король | b7 чорний пішак · a6 чорний пішак · d5 чорний кінь · f5 біла тура · h5 чорний пішак · a4 білий ферзь · d4 білий пішак · e4 чорний король · f4 білий пішак · h3 білий слон · e2 білий пішак · a1 чорний слон · d1 білий кінь · g1 біла тура · h1 білий король | b7 чорний пішак · a6 чорний пішак · d5 чорний кінь · f5 біла тура · h5 чорний пішак · a4 білий ферзь · d4 білий пішак · e4 чорний король · f4 білий пішак · h3 білий слон · e2 білий пішак · a1 чорний слон · d1 білий кінь · g1 біла тура · h1 білий король | b7 чорний пішак · a6 чорний пішак · d5 чорний кінь · f5 біла тура · h5 чорний пішак · a4 білий ферзь · d4 білий пішак · e4 чорний король · f4 білий пішак · h3 білий слон · e2 білий пішак · a1 чорний слон · d1 білий кінь · g1 біла тура · h1 білий король | b7 чорний пішак · a6 чорний пішак · d5 чорний кінь · f5 біла тура · h5 чорний пішак · a4 білий ферзь · d4 білий пішак · e4 чорний король · f4 білий пішак · h3 білий слон · e2 білий пішак · a1 чорний слон · d1 білий кінь · g1 біла тура · h1 білий король | b7 чорний пішак · a6 чорний пішак · d5 чорний кінь · f5 біла тура · h5 чорний пішак · a4 білий ферзь · d4 білий пішак · e4 чорний король · f4 білий пішак · h3 білий слон · e2 білий пішак · a1 чорний слон · d1 білий кінь · g1 біла тура · h1 білий король | b7 чорний пішак · a6 чорний пішак · d5 чорний кінь · f5 біла тура · h5 чорний пішак · a4 білий ферзь · d4 білий пішак · e4 чорний король · f4 білий пішак · h3 білий слон · e2 білий пішак · a1 чорний слон · d1 білий кінь · g1 біла тура · h1 білий король | 6 |
| 5 | b7 чорний пішак · a6 чорний пішак · d5 чорний кінь · f5 біла тура · h5 чорний пішак · a4 білий ферзь · d4 білий пішак · e4 чорний король · f4 білий пішак · h3 білий слон · e2 білий пішак · a1 чорний слон · d1 білий кінь · g1 біла тура · h1 білий король | b7 чорний пішак · a6 чорний пішак · d5 чорний кінь · f5 біла тура · h5 чорний пішак · a4 білий ферзь · d4 білий пішак · e4 чорний король · f4 білий пішак · h3 білий слон · e2 білий пішак · a1 чорний слон · d1 білий кінь · g1 біла тура · h1 білий король | b7 чорний пішак · a6 чорний пішак · d5 чорний кінь · f5 біла тура · h5 чорний пішак · a4 білий ферзь · d4 білий пішак · e4 чорний король · f4 білий пішак · h3 білий слон · e2 білий пішак · a1 чорний слон · d1 білий кінь · g1 біла тура · h1 білий король | b7 чорний пішак · a6 чорний пішак · d5 чорний кінь · f5 біла тура · h5 чорний пішак · a4 білий ферзь · d4 білий пішак · e4 чорний король · f4 білий пішак · h3 білий слон · e2 білий пішак · a1 чорний слон · d1 білий кінь · g1 біла тура · h1 білий король | b7 чорний пішак · a6 чорний пішак · d5 чорний кінь · f5 біла тура · h5 чорний пішак · a4 білий ферзь · d4 білий пішак · e4 чорний король · f4 білий пішак · h3 білий слон · e2 білий пішак · a1 чорний слон · d1 білий кінь · g1 біла тура · h1 білий король | b7 чорний пішак · a6 чорний пішак · d5 чорний кінь · f5 біла тура · h5 чорний пішак · a4 білий ферзь · d4 білий пішак · e4 чорний король · f4 білий пішак · h3 білий слон · e2 білий пішак · a1 чорний слон · d1 білий кінь · g1 біла тура · h1 білий король | b7 чорний пішак · a6 чорний пішак · d5 чорний кінь · f5 біла тура · h5 чорний пішак · a4 білий ферзь · d4 білий пішак · e4 чорний король · f4 білий пішак · h3 білий слон · e2 білий пішак · a1 чорний слон · d1 білий кінь · g1 біла тура · h1 білий король | b7 чорний пішак · a6 чорний пішак · d5 чорний кінь · f5 біла тура · h5 чорний пішак · a4 білий ферзь · d4 білий пішак · e4 чорний король · f4 білий пішак · h3 білий слон · e2 білий пішак · a1 чорний слон · d1 білий кінь · g1 біла тура · h1 білий король | 5 |
| 4 | b7 чорний пішак · a6 чорний пішак · d5 чорний кінь · f5 біла тура · h5 чорний пішак · a4 білий ферзь · d4 білий пішак · e4 чорний король · f4 білий пішак · h3 білий слон · e2 білий пішак · a1 чорний слон · d1 білий кінь · g1 біла тура · h1 білий король | b7 чорний пішак · a6 чорний пішак · d5 чорний кінь · f5 біла тура · h5 чорний пішак · a4 білий ферзь · d4 білий пішак · e4 чорний король · f4 білий пішак · h3 білий слон · e2 білий пішак · a1 чорний слон · d1 білий кінь · g1 біла тура · h1 білий король | b7 чорний пішак · a6 чорний пішак · d5 чорний кінь · f5 біла тура · h5 чорний пішак · a4 білий ферзь · d4 білий пішак · e4 чорний король · f4 білий пішак · h3 білий слон · e2 білий пішак · a1 чорний слон · d1 білий кінь · g1 біла тура · h1 білий король | b7 чорний пішак · a6 чорний пішак · d5 чорний кінь · f5 біла тура · h5 чорний пішак · a4 білий ферзь · d4 білий пішак · e4 чорний король · f4 білий пішак · h3 білий слон · e2 білий пішак · a1 чорний слон · d1 білий кінь · g1 біла тура · h1 білий король | b7 чорний пішак · a6 чорний пішак · d5 чорний кінь · f5 біла тура · h5 чорний пішак · a4 білий ферзь · d4 білий пішак · e4 чорний король · f4 білий пішак · h3 білий слон · e2 білий пішак · a1 чорний слон · d1 білий кінь · g1 біла тура · h1 білий король | b7 чорний пішак · a6 чорний пішак · d5 чорний кінь · f5 біла тура · h5 чорний пішак · a4 білий ферзь · d4 білий пішак · e4 чорний король · f4 білий пішак · h3 білий слон · e2 білий пішак · a1 чорний слон · d1 білий кінь · g1 біла тура · h1 білий король | b7 чорний пішак · a6 чорний пішак · d5 чорний кінь · f5 біла тура · h5 чорний пішак · a4 білий ферзь · d4 білий пішак · e4 чорний король · f4 білий пішак · h3 білий слон · e2 білий пішак · a1 чорний слон · d1 білий кінь · g1 біла тура · h1 білий король | b7 чорний пішак · a6 чорний пішак · d5 чорний кінь · f5 біла тура · h5 чорний пішак · a4 білий ферзь · d4 білий пішак · e4 чорний король · f4 білий пішак · h3 білий слон · e2 білий пішак · a1 чорний слон · d1 білий кінь · g1 біла тура · h1 білий король | 4 |
| 3 | b7 чорний пішак · a6 чорний пішак · d5 чорний кінь · f5 біла тура · h5 чорний пішак · a4 білий ферзь · d4 білий пішак · e4 чорний король · f4 білий пішак · h3 білий слон · e2 білий пішак · a1 чорний слон · d1 білий кінь · g1 біла тура · h1 білий король | b7 чорний пішак · a6 чорний пішак · d5 чорний кінь · f5 біла тура · h5 чорний пішак · a4 білий ферзь · d4 білий пішак · e4 чорний король · f4 білий пішак · h3 білий слон · e2 білий пішак · a1 чорний слон · d1 білий кінь · g1 біла тура · h1 білий король | b7 чорний пішак · a6 чорний пішак · d5 чорний кінь · f5 біла тура · h5 чорний пішак · a4 білий ферзь · d4 білий пішак · e4 чорний король · f4 білий пішак · h3 білий слон · e2 білий пішак · a1 чорний слон · d1 білий кінь · g1 біла тура · h1 білий король | b7 чорний пішак · a6 чорний пішак · d5 чорний кінь · f5 біла тура · h5 чорний пішак · a4 білий ферзь · d4 білий пішак · e4 чорний король · f4 білий пішак · h3 білий слон · e2 білий пішак · a1 чорний слон · d1 білий кінь · g1 біла тура · h1 білий король | b7 чорний пішак · a6 чорний пішак · d5 чорний кінь · f5 біла тура · h5 чорний пішак · a4 білий ферзь · d4 білий пішак · e4 чорний король · f4 білий пішак · h3 білий слон · e2 білий пішак · a1 чорний слон · d1 білий кінь · g1 біла тура · h1 білий король | b7 чорний пішак · a6 чорний пішак · d5 чорний кінь · f5 біла тура · h5 чорний пішак · a4 білий ферзь · d4 білий пішак · e4 чорний король · f4 білий пішак · h3 білий слон · e2 білий пішак · a1 чорний слон · d1 білий кінь · g1 біла тура · h1 білий король | b7 чорний пішак · a6 чорний пішак · d5 чорний кінь · f5 біла тура · h5 чорний пішак · a4 білий ферзь · d4 білий пішак · e4 чорний король · f4 білий пішак · h3 білий слон · e2 білий пішак · a1 чорний слон · d1 білий кінь · g1 біла тура · h1 білий король | b7 чорний пішак · a6 чорний пішак · d5 чорний кінь · f5 біла тура · h5 чорний пішак · a4 білий ферзь · d4 білий пішак · e4 чорний король · f4 білий пішак · h3 білий слон · e2 білий пішак · a1 чорний слон · d1 білий кінь · g1 біла тура · h1 білий король | 3 |
| 2 | b7 чорний пішак · a6 чорний пішак · d5 чорний кінь · f5 біла тура · h5 чорний пішак · a4 білий ферзь · d4 білий пішак · e4 чорний король · f4 білий пішак · h3 білий слон · e2 білий пішак · a1 чорний слон · d1 білий кінь · g1 біла тура · h1 білий король | b7 чорний пішак · a6 чорний пішак · d5 чорний кінь · f5 біла тура · h5 чорний пішак · a4 білий ферзь · d4 білий пішак · e4 чорний король · f4 білий пішак · h3 білий слон · e2 білий пішак · a1 чорний слон · d1 білий кінь · g1 біла тура · h1 білий король | b7 чорний пішак · a6 чорний пішак · d5 чорний кінь · f5 біла тура · h5 чорний пішак · a4 білий ферзь · d4 білий пішак · e4 чорний король · f4 білий пішак · h3 білий слон · e2 білий пішак · a1 чорний слон · d1 білий кінь · g1 біла тура · h1 білий король | b7 чорний пішак · a6 чорний пішак · d5 чорний кінь · f5 біла тура · h5 чорний пішак · a4 білий ферзь · d4 білий пішак · e4 чорний король · f4 білий пішак · h3 білий слон · e2 білий пішак · a1 чорний слон · d1 білий кінь · g1 біла тура · h1 білий король | b7 чорний пішак · a6 чорний пішак · d5 чорний кінь · f5 біла тура · h5 чорний пішак · a4 білий ферзь · d4 білий пішак · e4 чорний король · f4 білий пішак · h3 білий слон · e2 білий пішак · a1 чорний слон · d1 білий кінь · g1 біла тура · h1 білий король | b7 чорний пішак · a6 чорний пішак · d5 чорний кінь · f5 біла тура · h5 чорний пішак · a4 білий ферзь · d4 білий пішак · e4 чорний король · f4 білий пішак · h3 білий слон · e2 білий пішак · a1 чорний слон · d1 білий кінь · g1 біла тура · h1 білий король | b7 чорний пішак · a6 чорний пішак · d5 чорний кінь · f5 біла тура · h5 чорний пішак · a4 білий ферзь · d4 білий пішак · e4 чорний король · f4 білий пішак · h3 білий слон · e2 білий пішак · a1 чорний слон · d1 білий кінь · g1 біла тура · h1 білий король | b7 чорний пішак · a6 чорний пішак · d5 чорний кінь · f5 біла тура · h5 чорний пішак · a4 білий ферзь · d4 білий пішак · e4 чорний король · f4 білий пішак · h3 білий слон · e2 білий пішак · a1 чорний слон · d1 білий кінь · g1 біла тура · h1 білий король | 2 |
| 1 | b7 чорний пішак · a6 чорний пішак · d5 чорний кінь · f5 біла тура · h5 чорний пішак · a4 білий ферзь · d4 білий пішак · e4 чорний король · f4 білий пішак · h3 білий слон · e2 білий пішак · a1 чорний слон · d1 білий кінь · g1 біла тура · h1 білий король | b7 чорний пішак · a6 чорний пішак · d5 чорний кінь · f5 біла тура · h5 чорний пішак · a4 білий ферзь · d4 білий пішак · e4 чорний король · f4 білий пішак · h3 білий слон · e2 білий пішак · a1 чорний слон · d1 білий кінь · g1 біла тура · h1 білий король | b7 чорний пішак · a6 чорний пішак · d5 чорний кінь · f5 біла тура · h5 чорний пішак · a4 білий ферзь · d4 білий пішак · e4 чорний король · f4 білий пішак · h3 білий слон · e2 білий пішак · a1 чорний слон · d1 білий кінь · g1 біла тура · h1 білий король | b7 чорний пішак · a6 чорний пішак · d5 чорний кінь · f5 біла тура · h5 чорний пішак · a4 білий ферзь · d4 білий пішак · e4 чорний король · f4 білий пішак · h3 білий слон · e2 білий пішак · a1 чорний слон · d1 білий кінь · g1 біла тура · h1 білий король | b7 чорний пішак · a6 чорний пішак · d5 чорний кінь · f5 біла тура · h5 чорний пішак · a4 білий ферзь · d4 білий пішак · e4 чорний король · f4 білий пішак · h3 білий слон · e2 білий пішак · a1 чорний слон · d1 білий кінь · g1 біла тура · h1 білий король | b7 чорний пішак · a6 чорний пішак · d5 чорний кінь · f5 біла тура · h5 чорний пішак · a4 білий ферзь · d4 білий пішак · e4 чорний король · f4 білий пішак · h3 білий слон · e2 білий пішак · a1 чорний слон · d1 білий кінь · g1 біла тура · h1 білий король | b7 чорний пішак · a6 чорний пішак · d5 чорний кінь · f5 біла тура · h5 чорний пішак · a4 білий ферзь · d4 білий пішак · e4 чорний король · f4 білий пішак · h3 білий слон · e2 білий пішак · a1 чорний слон · d1 білий кінь · g1 біла тура · h1 білий король | b7 чорний пішак · a6 чорний пішак · d5 чорний кінь · f5 біла тура · h5 чорний пішак · a4 білий ферзь · d4 білий пішак · e4 чорний король · f4 білий пішак · h3 білий слон · e2 білий пішак · a1 чорний слон · d1 білий кінь · g1 біла тура · h1 білий король | 1 |
|   | a | b | c | d | e | f | g | h |   |

FEN: 8/1p6/p7/3n1R1p/Q2PkP2/7B/4P3/b2N2RK
1. R1g5? ~ 2. Bg2#
1. ... Sb4!
1. Rg3? ~ 2. Sf2#
1. ... Sb4!
1. Rf1? ~ 2. Re5#
1. ... Sb4!
1. Qd7! ~ 2. Qd5#
1. ... Sd~ 2. Bg2#
1. ... Se3! 2. Sf2#
1. ... Sxf4! 2. Re5#